# Gnophomyia toleranda
Gnophomyia toleranda är en tvåvingeart som beskrevs av Alexander 1955. Gnophomyia toleranda ingår i släktet Gnophomyia och familjen småharkrankar.
Artens utbredningsområde är Bolivia. Inga underarter finns listade i Catalogue of Life.